# Edwin Bidwell Wilson
Edwin Bidwell Wilson (* 25. April 1879 in Hartford, Connecticut; † 28. Dezember 1964 in Brookline, Massachusetts) war ein US-amerikanischer Mathematiker und Universalgelehrter.

## Leben
Seine Eltern waren Edwin Horace Wilson und Jane Amelia Bidwell. Wilson besuchte die Harvard University, von der er 1899 einen Bachelor of Arts (B.A.) erhielt. Im Anschluss ging er als Doktorand an die Yale University, wo er 1901 bei Josiah Willard Gibbs zum Ph.D. promoviert wurde. Von 1902 bis 1903 studierte er an der École polytechnique, der Sorbonne und dem Collège de France. Danach unterrichtete er Mathematik in Yale, wo er 1906 zum Assistenzprofessor ernannt wurde. 1907 wurde er Professor am Massachusetts Institute of Technology, 1911 ordentlicher Professor in Yale. Von 1922 bis 1945 war er Professor für Bevölkerungsstatistik an der Harvard School of Public Health. Nach seiner Emeritierung 1945 hielt er Vorlesungen an der University of Glasgow.
1901 veröffentlichte Wilson seine erste Arbeit über Vektoranalysis. Danach schrieb er Arbeiten über Mechanik und die Relativitätstheorie und 1912 die erste Arbeit über fortgeschrittene Infinitesimalrechnung in Amerika. Ebenso arbeitete er an Problemen auf dem Gebiet der Statistik.
Er war Mitglied der National Academy of Sciences, der Royal Statistical Society, der American Statistical Association (Präsident 1929), der American Philosophical Society (seit 1917) und der American Academy of Arts and Sciences (Mitglied seit 1911, Präsident 1927–1931).